# Rech-Marbaker Company
Rech-Marbaker Company, vorher Jacob Rech & Sons, war ein US-amerikanischer Hersteller von Fahrzeugen.

## Unternehmensgeschichte
Jacob Rech & Sons aus Philadelphia in Pennsylvania stellte hauptsächlich Kutschen her. Die Spuren führen bis in die 1860er Jahre zurück. Als Personen werden Edward Rech und Jacob Rech genannt. 1900 entstanden erstmals Automobile. Der Markenname lautete Rech. Die Produktion blieb gering.
1904 wurde daraus die Rech-Marbaker Company. Eine Quelle gibt den 1. Januar 1904 als Gründungsdatum an, eine andere den 29. Dezember 1904. 1906 wurde erneut ein Kraftfahrzeug gefertigt. Es wurde Rech-Marbaker genannt. Eine Serienproduktion erfolgte nicht.
Als Hersteller von Zubehör für die Automobilbranche existierte das Unternehmen noch bis zum Ersten Weltkrieg. In den 1920er Jahren wurde es aufgelöst.

## Kraftfahrzeuge
Die Fahrzeuge von 1900 waren Dampfwagen. Sie hatten einen Dampfmotor mit einem Zylinder, während in den USA Zweizylindermotoren üblich waren. Kessel und Motor waren unter den vorderen Sitzen montiert, der Wassertank im Heck und der Benzintank unter dem Fußboden.
Das Fahrzeug von 1906 war ein Elektroauto. Es blieb ein Prototyp.